# 汐見町 (名古屋市)
汐見町（しおみちょう）は、愛知県名古屋市昭和区の地名。丁番を持たない単独町名である。住居表示未実施。

## 地理
名古屋市昭和区中央南部に位置する。東は南山町、西は檀渓通、北は五軒家町に接する。

## 歴史

### 町名の由来
海が見えることから汐見坂と呼ばれる坂があったことによるという。

### 沿革
- 1931年（昭和6年）
  - 4月11日 - 中区広路町の一部により、同区汐見町として成立[1]。
  - 10月1日 - 中区広路町の一部を編入する[1]。
- 1937年（昭和12年）10月1日 - 昭和区成立に伴い、同区汐見町となる[1]。

## 世帯数と人口
2019年（平成31年）1月1日現在の世帯数と人口は以下の通りである。
| 町丁   | 世帯数  | 人口  |
| ------ | ------- | ----- |
| 汐見町 | 239世帯 | 559人 |

## 学区
市立小・中学校に通う場合、学校等は以下の通りとなる。また、公立高等学校に通う場合の学区は以下の通りとなる。
| 番・番地等 | 小学校               | 中学校               | 高等学校 |
| ---------- | -------------------- | -------------------- | -------- |
| 全域       | 名古屋市立八事小学校 | 名古屋市立駒方中学校 | 尾張学区 |

## 施設
- 昭和美術館[7]
- 須佐之男神社[7]

## その他

### 日本郵便
- 郵便番号 : 466-0837[4]（集配局：昭和郵便局[11]）。